# Straßenlauf-Länderkampf der Männer 1973 Schweiz – BR Deutschland – Niederlande
| 12. Leichtathletik-Länderkampf mit bundesdeutscher Beteiligung 1973      | 12. Leichtathletik-Länderkampf mit bundesdeutscher Beteiligung 1973 |
| ------------------------------------------------------------------------ | ------------------------------------------------------------------- |
|                                                                          |                                                                     |
| Straßenlauf-Vergleich der Männer: Schweiz – BR Deutschland – Niederlande |                                                                     |
| Austragungsort                                                           | Bern                                                                |
| Wettbewerbe                                                              | 1                                                                   |
| Datum                                                                    | 24. Juni                                                            |
| 1. FRG 2. SUI 3. NLD                                                     | 8:00:46,0 h 8:11:11,8 h 8:21:28,0 h                                 |
| Chronik                                                                  |                                                                     |
| ← FRG-BEL-FRA-SUI Geher (M)                                              | SWE-FRG Geher (M) →                                                 |

Der zwölfte Vergleich des Länderkampfjahres 1973 wurde zwischen den Straßenläufern aus der Schweiz, der Bundesrepublik Deutschland und den Niederlanden ausgetragen. Die Begegnung fand am 24. Juni in der Schweizer Hauptstadt Bern statt und war der einzige Länderkampf im Straßenlauf in diesem Jahr. Schon zum elften Mal gab es dieses Aufeinandertreffen, zuvor hatten immer die bundesdeutschen Läufer vorne gelegen.

## Wettbewerbe und Modus
Wie immer in den Straßenlauf-Länderkämpfen wurde ein Rennen über dreißig Kilometer durchgeführt. Jede Nation stellte sechs Läufer, von denen die fünf Besten über die Addition ihrer Zeiten gewertet wurden. 

## Ergebnis
Die bundesdeutschen Athleten dominierten die Begegnung so eindeutig wie kaum zuvor. Sie belegten die Ränge eins bis vier, dazu kam noch ein siebter Platz. In der Summe kam. die Bundesrepublik auf 8:00:46,0 Stunden und lag damit knapp zehneinhalb Minuten vor den zweitplatzierten Schweizern. Weitere gut zehn Minuten dahinter folgten die Niederländer auf Rang drei.

### 30-km-Straßenlauf
| Platz | Athlet                         | Land | Zeit (h)  |
| ----- | ------------------------------ | ---- | --------- |
| 01    | Lutz Philipp                   | FRG  | 1:34:32,0 |
| 02    | Paul Angenvoorth               | FRG  | 1:35:02,4 |
| 03    | Falko Will                     | FRG  | 1:36:37,6 |
| 04    | Ulrich Hutmacher               | FRG  | 1:36:37,6 |
| 05    | Henk Kalf                      | NLD  | 1:37:04,4 |
| 06    | Fritz Schneider                | SUI  | 1:37:16,8 |
| 07    | Georg Pyttel                   | FRG  | 1:37:56,4 |
| 08    | Alfons Sidler                  | SUI  | 1:38:03,0 |
| 09    | Albert Rohrer                  | SUI  | 1:38:04,0 |
| 10    | Clemens Schneider-Strittmatter | FRG  | 1:38:14,0 |
| 11    | Richard Umberg                 | SUI  | 1:38:27,4 |
| 12    | Bert van Siitveld              | NLD  | 1:38:31,8 |
| 13    | Kasper Scheiber                | SUI  | 1:39:20,6 |
| 14    | Rinus Schipper                 | NLD  | 1:40:38,8 |
| 15    | Urs Schüpbach                  | SUI  | 1:40:54,4 |
| 16    | No Op den Oordt                | NLD  | 1:42:33,0 |
| 17    | Cor Vriend                     | NLD  | 1:42:40,0 |
| 18    | Johan Kijne                    | NLD  | 1:44:06,0 |